# Angelika-forrás
Az Angelika-forrás egy forrás a Velencei-hegységben Pákozd és Sukoró között.

## Megközelítése
Az Angelika-forrás Sukoróból az Erdész utcán felfelé haladva, majd az út bal oldalán iránymutató táblával is jelzett zöld jelzésen közelíthető meg. Megközelíthető még a Meleg-hegytől körülbelül 20 percnyi gyaloglással.

## Leírása
A Sor-hegy oldalában a sziklatömbök alól tör fel az Angelika-forrás, mely elég csekély vízhozamú, de több környező kis forrással összefutva már egész szép kis patakként csörgedezik alá a Bodza-völgybe.